# 다연장 로켓 발사기

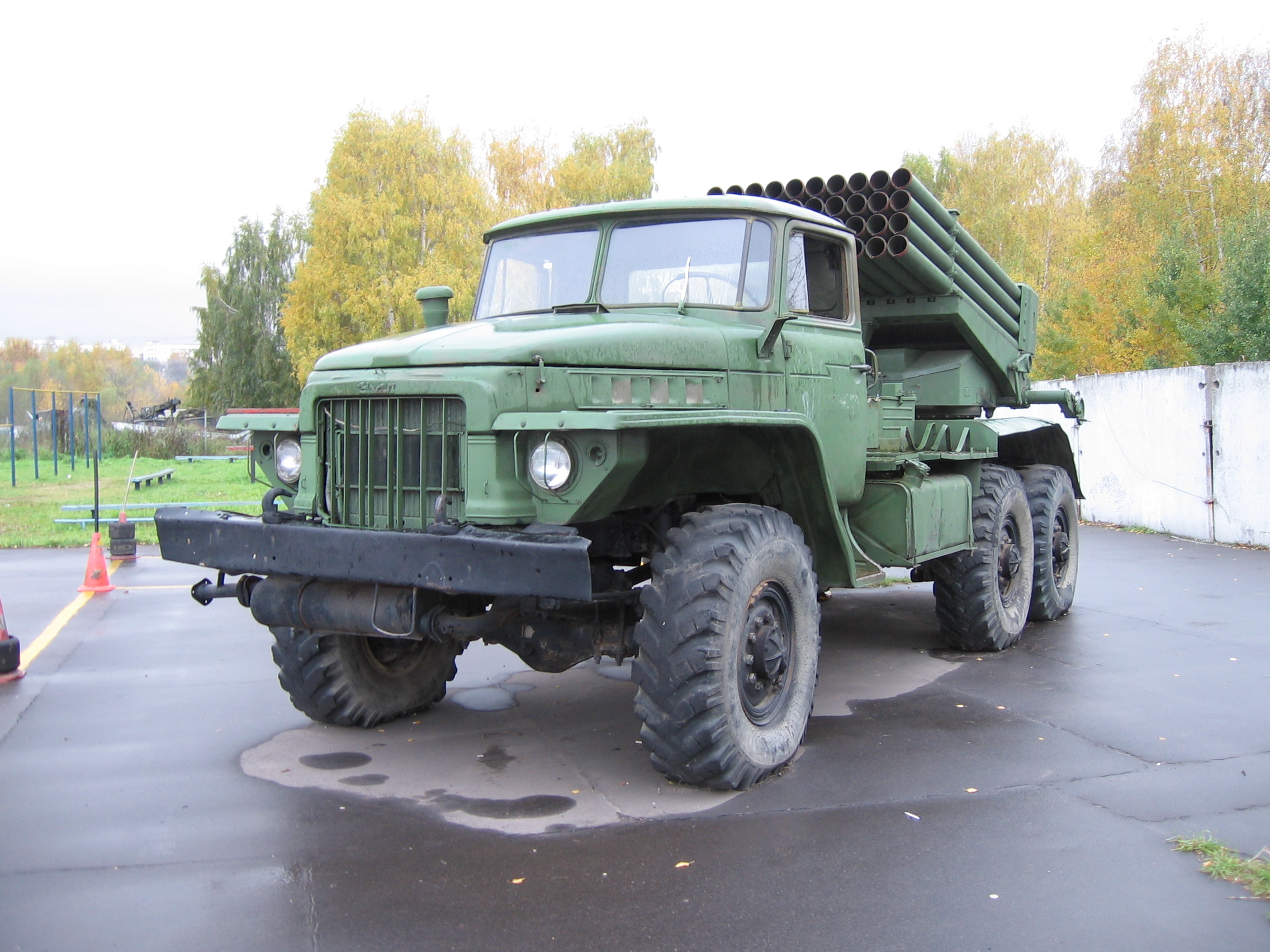
러시아 모스크바의 BM-21

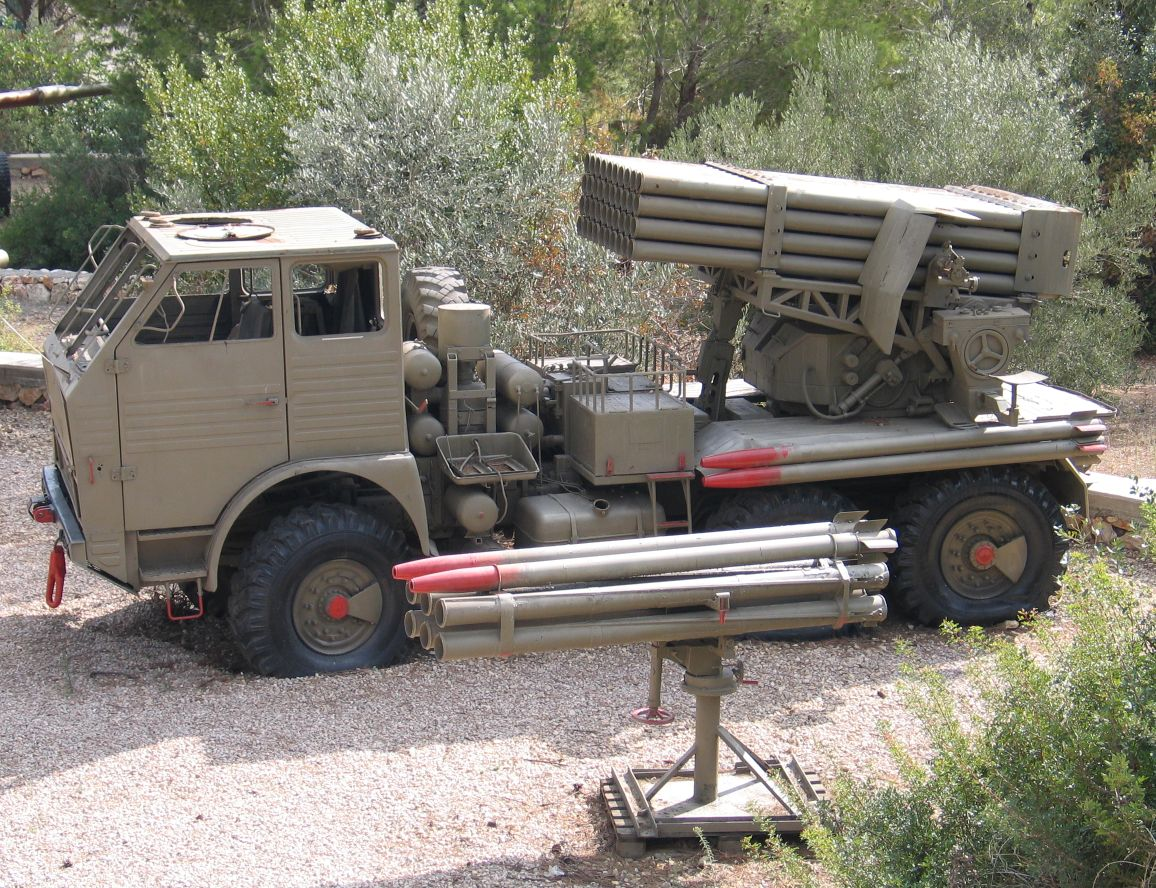
APR-40, 루마니아의 BM-21 파생형, 6 로켓 발사대

다연장로켓 발사기(영어: multiple rocket launcher, MRL, 문화어: 방사포) 또는 다연장로켓 시스템(영어: multiple launch rocket system, MLRS)은 여러 발의 로켓탄을 상자형의 발사대에 수납하여 동시에 발사할 수 있게 만든 장치이다. 차량에 싣거나 견인할 수 있는 기동성을 갖추었다. 명중도에서는 로켓탄이 화포에 뒤지지만 다연장 화함으로써 짧은 시간에 강력한 화력으로 목표 지점에 집중 공격할 수 있다.

## 역사
다연장 로켓은 조선의 신기전을 최초로 들 수 있다. 신기전은 한 번에 100여 발을 발사할 수 있어서 현대의 다연장 로켓과 비슷한 형태였다고 한다. 다연장 로켓의 제작은 제2차 세계 대전 시기에 시작되었다.

## 나라별 개발

### 대한민국
대한민국은 소련의 BM-21을 참고하여 구룡 다련장로켓을 자체적으로 개발하였다. 그 밖에 미국에서 직도입한 227 mm 구경의 M270 MLRS가 있으며, 239mm 구경 천무 다연장 로켓포를 개발하였고 2015년 8월 실전 배치를 시작하였다.

### 조선민주주의인민공화국
북한은 다양한 종류의 방사포를 개발하여 사용하고 있다. 107mm, 122mm, 240mm 등 다양한 구경의 방사포를 개발해 왔으며 견인식은 물론 장갑차, 트럭, 심지어 트랙터에 장착하는 등 다양한 이동 수단에 탑재되어 사용되고 있다.

### 이스라엘
이스라엘은 1967년의 6일 전쟁에서 240 mm 구경인 BM-24를 포획했다. 포획한 2대대 분량의 카추사 로켓을 1973년 욤키푸르 전쟁과 1982년 레바논 전쟁에서 사용했다. 그 후에는 동일한 구경의 MAR-240 다연장 로켓을 개발했다.
2006년 이스라엘-레바논 전쟁에서 헤즈볼라는 3,970~4,228발의 로켓을 이스라엘에 발사했다. 이들 중 95%는 122 mm (4.8 인치) 구경의 시리아산 로켓이었다. 무게 30 kg (66 파운드), 사거리 30 km (19 마일)이었다.
하마스는 122 mm 구경의 BM-21 로켓을 가자지구에 발사했다. 원래 하마스가 트럭식 다연장 로켓을 보유했다는 보고는 없었다. 이것은 2003년 이라크전에서 미군에 대해 발사했던 BM-21 로켓이라는 보고가 있었다. 이것은 아프가니스탄에서도 사용되었고, 2008년 3월 이라크의 그린 존에도 발사되었다.

## 요격 방법

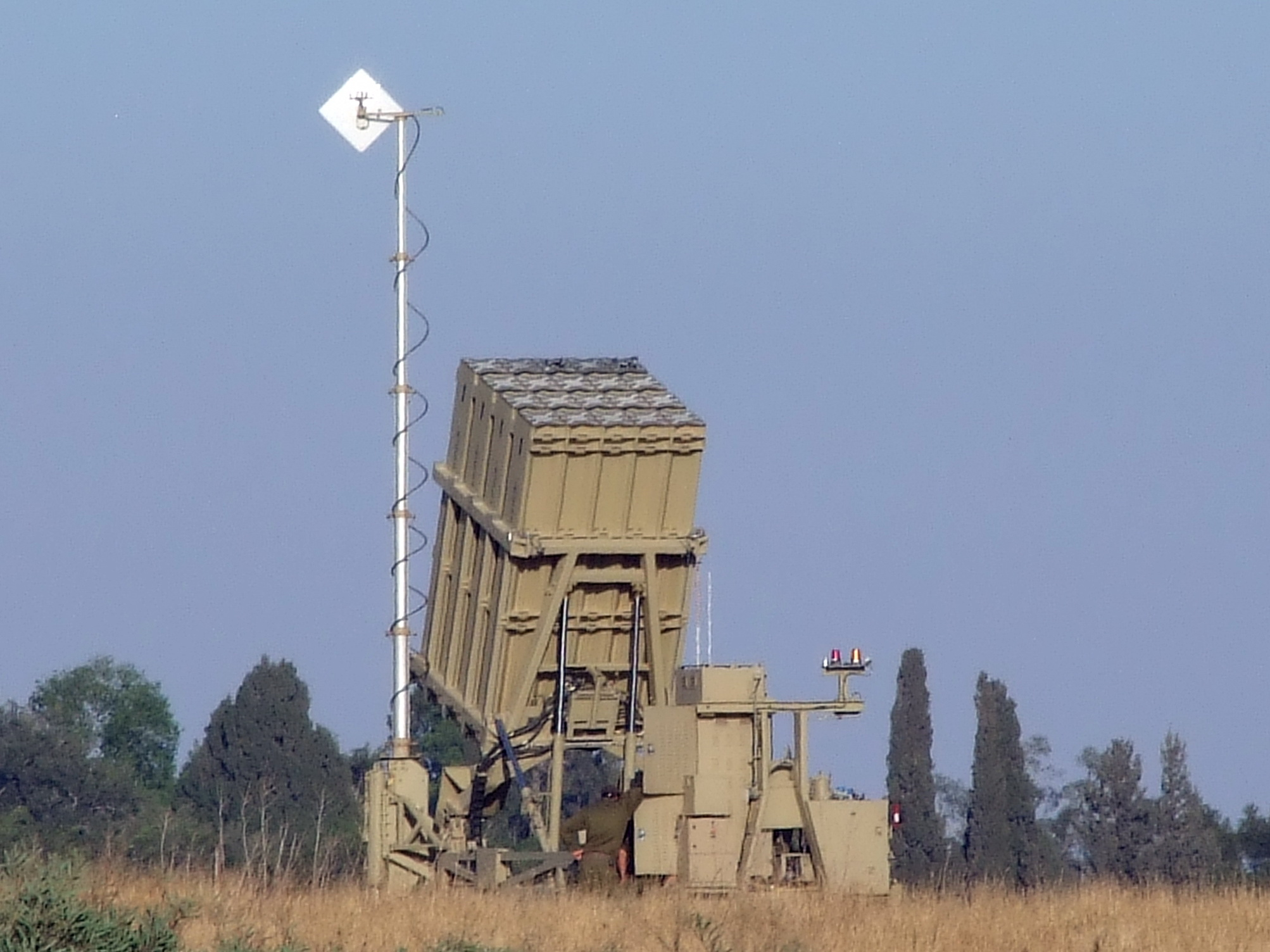
90kg 적외선 유도 미사일 20발로 구성된 이스라엘 아이언돔은 헤즈볼라의 방사포 공격에 매우 좋은 평가를 받고있다

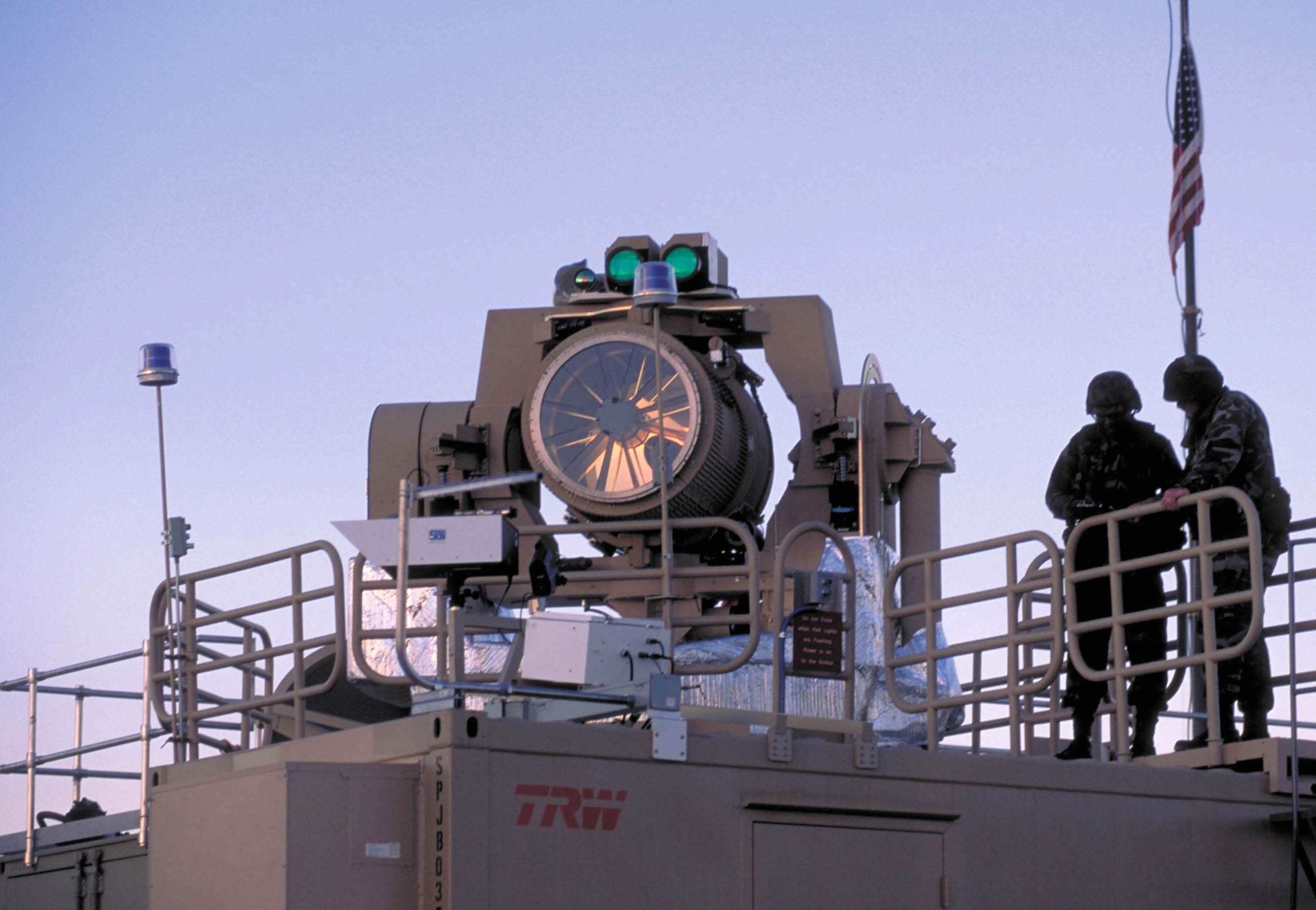
이스라엘의 방사포 방어용 레이저포

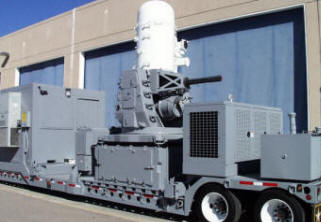
지상 방어용 팰렁스 CIWS 기관포 시스템

### 미사일 요격
미국, 러시아, 이스라엘은 방사포나 대포에 대한 방어수단으로 아이언돔을 사용한다. 무게 90 kg 정도의 AIM-9 사이드와인더 미사일을 레이다에 연동해 요격하는 방식이다. 미국 해군은 RIM-116 램을 사용한다. 적의 함포나 미사일 등으로부터 함정을 방어한다. 러시아 비티아즈 미사일의 9M100 미사일도 같은 종류의 적외선 유도 단거리 미사일이다.

### 레이저 요격
이스라엘 국방부는 미국 뉴멕시코 주의 화이트 샌드 미사일 사격장에서 2000년 6월 6일 실시된 노틸러스 시스템의 발사시험에서 날아오는 카추사 로켓을 정확히 추적해 파괴시켰다고 밝혔다.
노스럽 그러먼은 이스라엘 국방부와 공동으로 스카이가드 레이저 요격 시스템을 개발하고 있으며, 대당 가격은 약 1억5,000만 달러(1,500억원), 대량생산시 3,000만 달러(300억원)으로 예상하고 있다.
이스라엘은 가자지구와 레바논 무장세력의 단거리 미사일 공격을 방어하기 위한 미사일방어체계인 아이언 돔(Iron Dome) 시스템을 2010년 여름에 본격 가동할 예정이다. 라파엘사는 2009년 3월 아이언 돔 레이저요격시스템의 실험에 성공했다. 이스라엘은 2006년 헤즈볼라와 전쟁시 4000발의 카추사 로켓포 공격을 받은 뒤 이 시스템의 구축을 서둘러 왔다.

### 기관포 요격
C-RAM(영어: Counter Rocket, Artillery, and Mortar은 이라크 다국적군의 소요제기로 개발되었다. 벌컨포를 발사해 다연장 로켓포를 요격하는 개념이다.
이라크에서 적의 로켓, 대포, 박격포 공격으로 부상자가 늘어나자, 이러한 요청이 쇄도했다. 2005년 여름, 벌컨포를 사용하는 지상용 팰렁스 CIWS가 이라크에 설치되었다. 바그다드의 그린 존과 캠프 빅토리를 방어했다. 이라크 남부의 영국군도 설치했다. 대당 1.2 평방킬로미터의 면적을 방어한다. 따라서 600 평방킬로미터인 서울을 방어하려면 500대가 필요하다.
이스라엘은 적의 다연장 로켓포 공격을 방어하기 위해 이 시스템을 구매할 것을 고려했다. 대당 1500만 달러이며, 20 mm M61A1 개틀링포를 사용, 분당 3,000 또는 4,500발의 M-246 또는 M-940 탄환을 발사한다. 공중에서 자동 폭발하는 탄환이다. 그러나 아이언 돔 실전결과 후에 기관포 사업은 취소되었다.
독일 육군은 NBS C-RAM을 사용한다.
C-RAM은 병사들로 하여금 C-RAM의 발사소음을 통해 사전에 대피할 수 있는 기회를 제공한다. 발사 소음은 유튜브 동영상 참조.

## 같이 보기
- 화차
- 카튜샤 로켓
- 장사정포
- 구룡 다련장로켓